# Шиткинский район
Шиткинский район — район, существовавший в Сибирском и Восточно-Сибирском краях, Восточно-Сибирской и Иркутской областях РСФСР в 1925—1960 годах.

## История
Шиткинский район был образован в 1925 году в составе Канского округа Сибирского края. Район был создан на территории Конторской, Неванской, Червянской, Шелаевской, Шелеховской, части Тинской и части Кучеровской волостей бывшего Канского уезда Енисейской губернии.
30 июля 1930 года Шиткинский район вошёл в состав новообразованного Восточно-Сибирского края (с 5 декабря 1936 — Восточно-Сибирской области). 26 сентября 1937 года район вошёл в состав новообразованной Иркутской области.
К 1 января 1948 года район включал 19 сельсоветов: Балгуринский, Бузыкановский, Бунбуйский, Верхне-Ужетский, Выдринский, Ганькинский, Глинский, Кондратьевский, Нижне-Заимский, Ново-Чунский, Пойминский, Тракт-Ужетский, Треминский, Червянский, Черенганчетский, Черчетский, Шегашетский, Шелаевский и Шиткинский.
4 февраля 1960 года Шиткинский район был упразднён, а его территория передана в Тайшетский район.

## Население
По данным переписи 1939 года в Шиткинском районе проживало 16 830 чел., в том числе русские — 77,2 %, белорусы — 11,0 %, чуваши — 4,2 %, татары — 3,4 %, украинцы — 1,8 %. По данным переписи 1959 года в Шиткинском районе проживало 12 101 чел..

## СМИ
В районе издавалась газета «Большевистский путь» (в 1953 сменила название на «Коммунистический путь»).